# Franco Zennaro
Franco Zennaro (Luik, 1 april 1993) is een Belgisch voetballer van Italiaanse afkomst die bij voorkeur als middenvelder speelt. Hij verruilde in januari 2015 Standard Luik voor NK Istra 1961, maar keerde al na een half jaar terug naar België zonder ook maar één wedstrijd te spelen voor NK Istra 1961. Op 4 juni 2015 werd bekend dat Zennaro een contract voor één seizoen heeft getekend bij de Belgische tweedeklasser KSV Roeselare.

## Carrière
Zennaro is een Belg van Italiaanse origine. Hij maakte in 2010 zijn debuut bij Standard Luik De jeugdinternational mocht starten in een wedstrijd tegen KRC Genk, waarin hij na een uur voetballen een strafschopfout maakte. Zennaro kreeg een tweede gele kaart en daarmee rood. Genk kwam dankzij de strafschop op gelijke hoogte, waardoor Standard geen Europees ticket bemachtigde. 
Zennaro werd in het seizoen 2012-13 uitgeleend aan Waasland-Beveren. Vervolgens werd Zennaro verhuurd aan Fortuna Sittard. In Sittard was Zennaro basisspeler in het eerste elftal.

### NK Istra 1961
Na vijf jaar onder contract te hebben gestaan bij Standard Luik, vertrok Zennaro naar zijn eerste club buiten de Benelux. NK Istra 1961 contracteerde hem eind januari 2015. In Istrië tekende de Belg een contract voor anderhalf jaar. Helaas voor Franco Zennaro werd z'n verblijf in Istrië geen succes.

## Clubstatistieken
| Seizoen | Club               | # Comp. | Goals | # Beker | Goals | # Intern. | Goals | Competitie         |
| ------- | ------------------ | ------- | ----- | ------- | ----- | --------- | ----- | ------------------ |
| 2009/10 | Standard Luik      | 1       | 0     | 0       | 0     | 0         | 0     | Jupiler Pro League |
| 2010/11 | Standard Luik      | 0       | 0     | 0       | 0     | 0         | 0     | Jupiler Pro League |
| 2012/13 | → Waasland-Beveren | 5       | 0     | 0       | 0     | 0         | 0     | Jupiler Pro League |
| 2013/14 | → Fortuna Sittard  | 31      | 0     | 1       | 0     | 0         | 0     | Eerste divisie     |
| 2014/15 | NK Istra 1961      | 0       | 0     | 0       | 0     | 0         | 0     | Prva HNL           |
| 2015/16 | KSV Roeselare      | 0       | 0     | 0       | 0     | 0         | 0     | Tweede Klasse      |